# 鷹野澄
鷹野 澄（たかの きよし、1952年 - ）は、日本の情報工学者。東京大学名誉教授。アメリカ電気電子学会最高論文賞受賞。

## 人物・経歴
1975年静岡大学工学部電気工学科卒業。1980年東京大学大学院工学系研究科電子工学科博士課程修了、工学博士。同年から東京大学大型計算機センター助手を務め、学術情報システムの運用開発の中心を担った。1983東京大学地震研究所講師。
1994年東京大学地震研究所助教授。2008年東京大学大学院情報学環教授、東京大学地震研究所教授兼任、日本災害情報学会大会実行委員長。東京大学地震研究所では全国地震データ交換・流通システムの高度化などにあたった。2016年IEEE Best Paper award受賞。2018年定年退職、東京大学名誉教授。

## 著作
- 『MS-DOS』（纐纈一起と共著）共立出版 1988年
- 『OS/2』（石田晴久と共著）共立出版 1990年
- 『IT強震計を用いた草の根型地震防災情報システムに関する研究』東京大学 2002年